# Vaneng
Vaneng est un prénom masculin ancien et peu usité, fêté le 9 janvier.
Ce prénom a été porté notamment par :

## Saints chrétiens
- Vaneng († vers 688), laïc et bienfaiteur, ami de Clotaire III, roi des Francs, conseiller de la régente sainte Bathilde, puis gouverneur du Pays de Caux en Normandie, fondateur du monastère de Fontenelle ; fêté les 9 janvier[1], date de décès de Monsieur (de) Fontenelle, d'ailleurs, et 15 février.